# 钱景林
钱景林（1950年8月—），男，汉族，上海人，中华人民共和国政治人物，曾任中共黄浦区委书记、黄浦区人大常委会主任，上海市政协副主席。